# Correspondance (transports)
Pour les articles homonymes, voir Correspondance (homonymie).
Cet article concerne le transport de voyageurs. Pour la notion apparentée dans le transport de marchandises, voir rupture de charge.

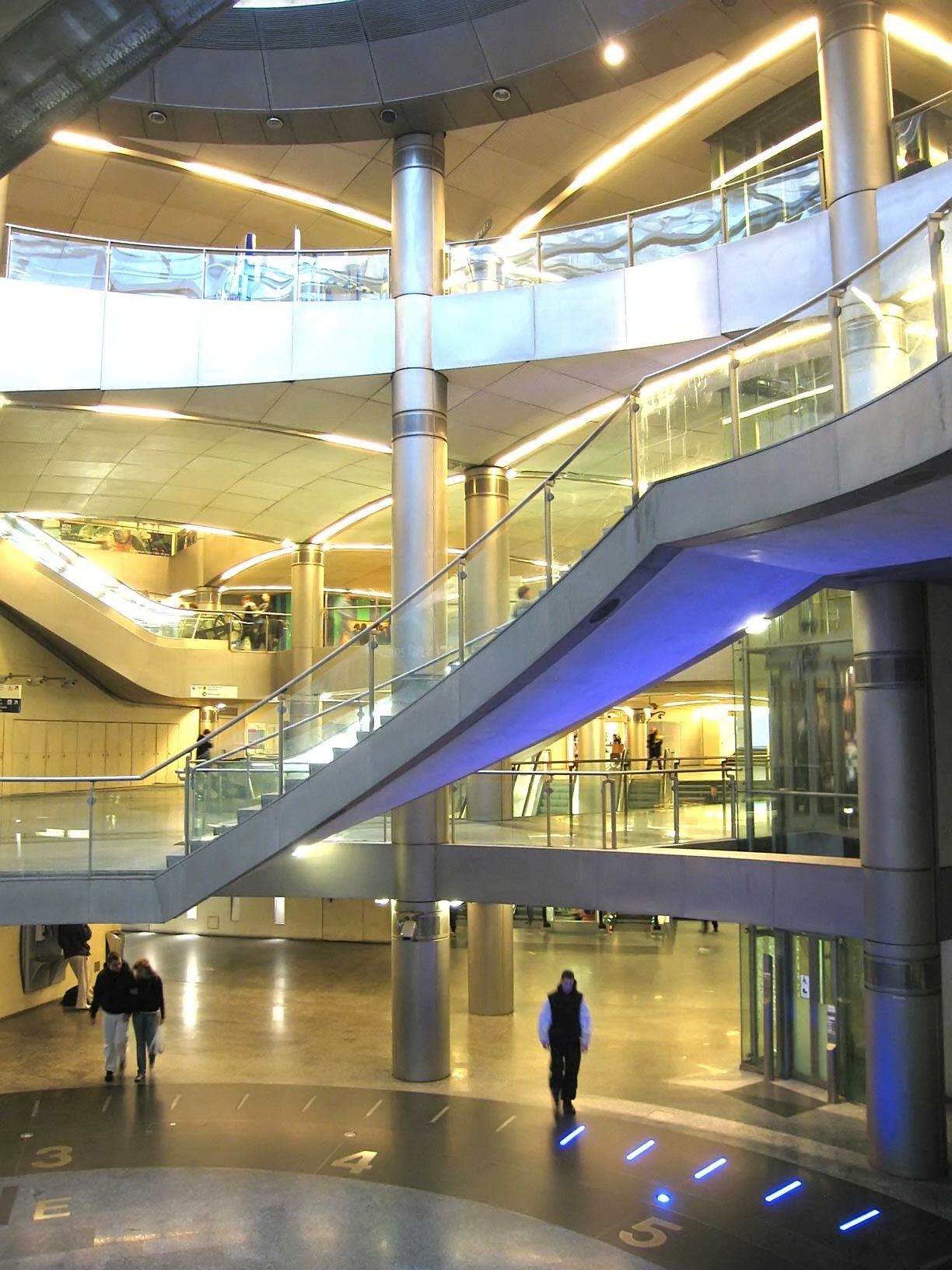
Salle de correspondance de la station de métro Saint-Lazare à Paris, appartenant à la RATP et desservie par 4 lignes de métro (plus trois autres via trois stations, accessibles via des souterrains).
Elle est reliée directement par un ensemble de souterrains aux gares Saint-Lazare (desservie par des relations grandes lignes, TER et Transilien), Haussmann-Saint-Lazare et Auber (desservies chacune par une ligne de RER). Les deux premières appartiennent à la SNCF, la dernière à la RATP.

Une correspondance ou un changement est, dans un voyage en transports en commun, une étape nécessitant de changer de ligne. Le changement peut se faire soit au sein du même réseau, soit de manière intermodale, c'est-à-dire en changeant également de mode de transport.

## Tarifications
Lorsque les voyages ne sont pas facturés en fonction de la distance parcourue mais selon une somme forfaitaire par voyage, les modalités tarifaires pour pouvoir effectuer une ou plusieurs correspondances diffèrent selon les réseaux.
Ainsi, même si ce n'est pas toujours le cas et qu'il est parfois nécessaire d'acheter un nouveau titre de transport à chaque correspondance, certains réseaux permettent, après une correspondance, de continuer à utiliser le titre qui a été validé pour la première partie du voyage. Les correspondances que le voyageur peut effectuer de cette manière sont généralement limitées : par une durée de validité entre la première et la dernière validation (de l'ordre de 60 ou 90 minutes, selon l'ampleur du réseau) ou en nombre, et il n'est parfois pas permis de reprendre la même ligne, que ce soit dans la même direction pour reprendre un voyage interrompu ou dans le sens inverse pour revenir à son point de départ. Par exemple, dans les réseaux de transport en commun de la région parisienne, le Île-de-France Mobilités prévoit que le voyageur muni d'un ticket t+ peut utiliser ce ticket pour effectuer une correspondance entre lignes de bus et entre ces lignes et les lignes de tramways sur une durée d'une heure trente entre la première et la dernière validation, sans cependant autoriser un aller-retour ou une interruption sur une même ligne de bus ou de tramway et sous réserve de certaines exceptions (bus de nuit, notamment).
De surcroît, cela nécessite parfois d'utiliser un billet spécifique en plus du premier : le billet de correspondance, qui est délivré sur demande du voyageur en même temps que le titre principal ; selon les réseaux, ce billet de correspondance peut être gratuit, ou nécessiter le paiement d'un supplément.
Le billet de correspondance le plus connu est sans doute la « contremarque de passage » au format ticket de métro. Il permet à un voyageur muni d'un billet au départ d'une gare TER ou grande ligne et à destination d'une gare Transilien ou vice-versa de franchir les lignes de contrôles automatiques lors du passage sur le réseau transilien, ce que ne permettent pas les billets grandes lignes ou TER en raison de leur différence de format par rapport aux billets transilien. La contremarque de passage est remise gratuitement à tout voyageur qui en fait la demande à la gare de départ au moment de l'achat du billet principal ou sur présentation de celui-ci.
Par ailleurs, il est parfois possible d'effectuer des correspondances avec un même titre de transport entre plusieurs réseaux différents, si ces derniers ont passé des accords (par exemple, la RATP et transilien SNCF).
En Île-de-France :
- dans le cas particulier du métro, la validation se fait généralement une seule fois pour pénétrer dans le réseau, et le nombre de correspondances y est alors illimité jusqu'à ce que le voyageur ressorte du réseau ;
- concernant le RER et les trains Transilien, la validation s'effectue non seulement à l'entrée mais aussi à chaque correspondance et très souvent en sortie du réseau ;
- dans tous les cas, si le voyageur interrompt son trajet en cours de route (hormis les interruptions imposées par les correspondances), le billet perd automatiquement sa validité (sauf pour les cartes d'abonnements illimités comme la carte Navigo), même si la gare de destination n'est pas atteinte et que le temps limite n'est pas dépassé. Le voyageur devra alors racheter un nouveau titre de transport pour terminer son parcours. À l'inverse, avec un billet grande ligne ou TER, sauf billets spécifiques (comme billets TGV avec réservation, billet à usage immédiat...), le voyageur peut interrompre son parcours à tout moment, même s'il n'est pas en correspondance, et reprendre son trajet avec le même billet, tant que celui-ci reste valable (24 h à compter de la première validation ou du premier compostage).

## Transport aérien
Dans le domaine du transport aérien, les correspondances entre vols sont facilitées par des plates-formes de correspondance.
Cependant elles peuvent être beaucoup plus complexes si elles impliquent un changement de terminal dans un grand aéroport (comme O'Hare de Chicago, avec ses quatre terminaux et neuf halls), voire aller à un autre aéroport (par exemple, correspondance entre Roissy-Charles-de-Gaulle et Orly). Le voyageur doit dans ce cas récupérer ses bagages, passer la douane, se rendre au nouvel aéroport ou au nouveau terminal, ré-enregistrer ses bagages et repasser de nouveau la douane, augmentant ainsi de manière importante le temps de transit et la fatigue.

## Gestion des flux
Elle est très complexe et utilise de plus en plus les modélisations multi-agent.